# 兵庫県道324号切畑猪名川線
兵庫県道324号切畑猪名川線（ひょうごけんどう324ごう きりはたいながわせん）は、兵庫県宝塚市から川辺郡猪名川町に至る一般県道である。

## 概要
宝塚市切畑字堂ノ前から川辺郡猪名川町広根字野尻に至る。基本的に全線山道で川西市方面からは上り道となる。
県道指定以来、大半の区間で道幅は狭く車1台分程の幅員であったが、新名神高速道路の建設工事に伴う道路整備により全線で2車線が確保された。

### 路線データ
- 起点：宝塚市切畑字堂ノ前（切畑交差点、兵庫県道33号塩瀬宝塚線交点）
- 終点：川辺郡猪名川町広根字野尻（兵庫県道12号川西篠山線交点）
- 総延長：4.932 km

## 路線状況

### 道路施設

#### 橋梁
- 鶴田橋（猪渕川、川辺郡猪名川町）
- 奥田橋（猪渕川、川辺郡猪名川町）

## 地理

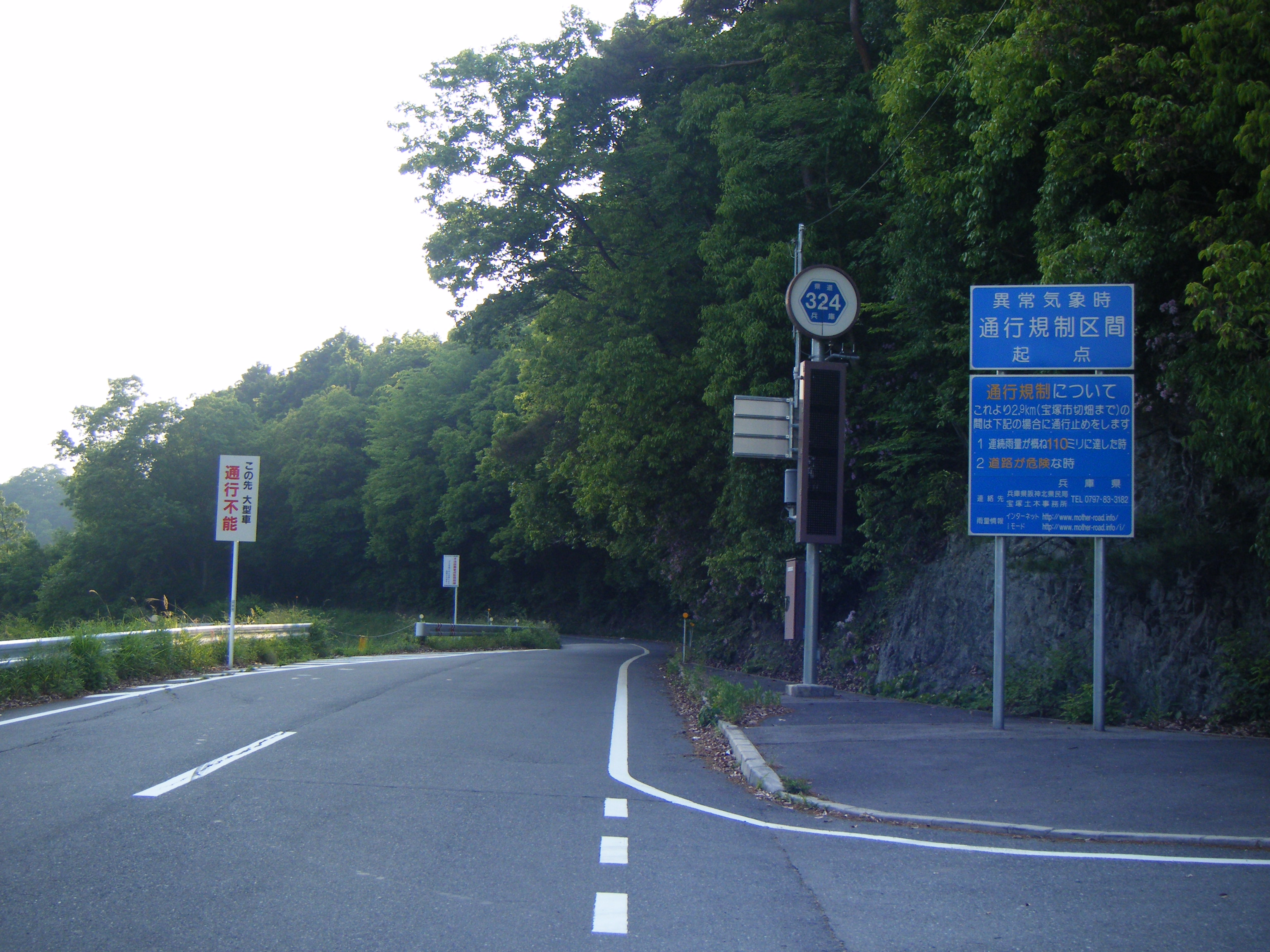
兵庫県道324号切畑猪名川線

### 通過する自治体
- 宝塚市
- 川辺郡猪名川町

### 交差する道路
| 交差する道路                      | 市町村名 | 市町村名 | 交差する場所 | 交差する場所      |
| --------------------------------- | -------- | -------- | ------------ | ----------------- |
| 兵庫県道33号塩瀬宝塚線            | 宝塚市   | 宝塚市   | 切畑字堂ノ前 | 切畑交差点 / 起点 |
| 兵庫県道12号川西篠山線 / バイパス | 川辺郡   | 猪名川町 | 広根字奥ノ谷 | 広根奥ノ谷交差点  |
| 兵庫県道12号川西篠山線 / 旧道     | 川辺郡   | 猪名川町 | 広根字野尻   | 終点              |

### 沿線
- 猪名川町立つつじが丘小学校